# Bracia morawscy

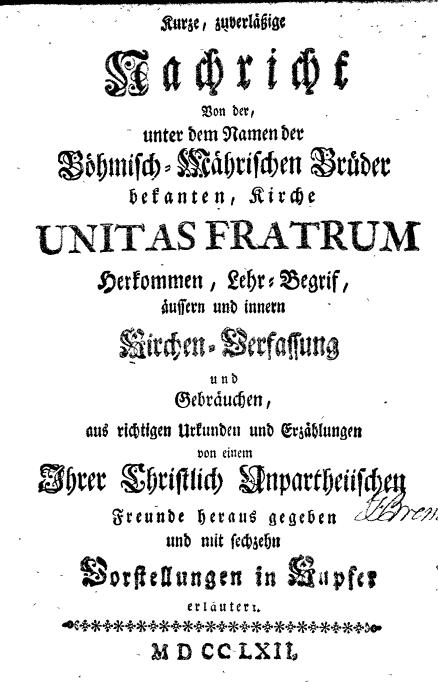
Kurze Nachricht... - wyznanie wiary braci morawskich z 1762

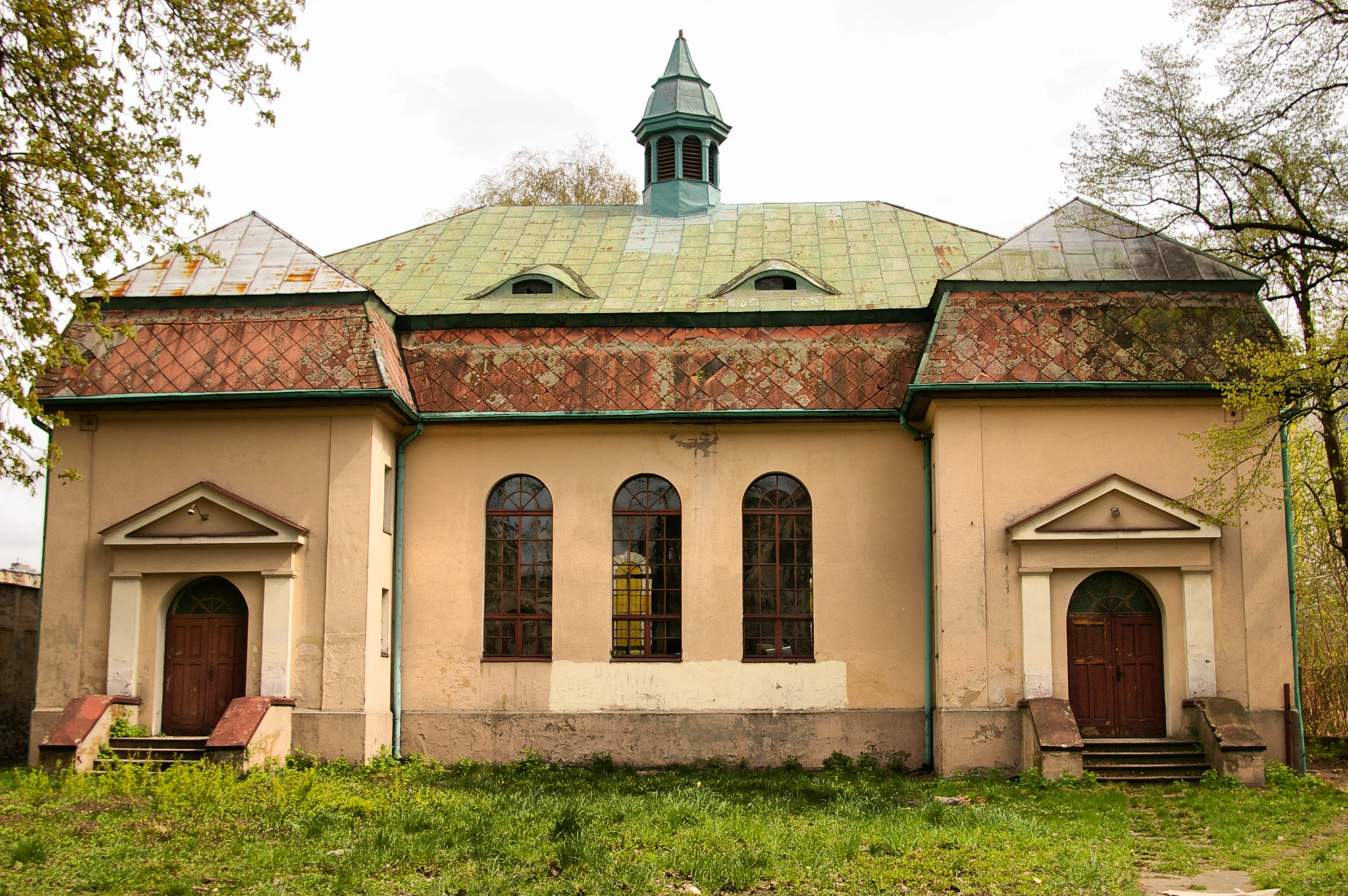
Dawny kościół herrnhutów w Łodzi

Bracia morawscy, Ewangelicka Jednota Braterska, herrnhuci (cz. Jednota bratrská, niem. Evangelische Brüder-Unität, łac. Unitas Fratrum, górnołuż. Ochranowska bratrowska wosada) – ewangelicka wspólnota kościelna ukształtowana w XVIII wieku w Niemczech, nawiązująca do doktryny i tradycji braci czeskich.

## Historia
Geneza Kościoła braci morawskich sięga XVII wieku, gdy prześladowani w Czechach husyci, ewangelicy i anabaptyści zaczęli emigrować do krajów protestanckich Świętego Cesarstwa. Potomkowie tych wygnańców, którzy osiedlili się na Łużycach Górnych, założyli w latach 1722–1727 osadę Straż Pańska (Herrnhut). Dała ona początek wspólnocie religijnej utrzymującej doktrynalną więź z polską prowincją Jednoty Braci Czeskich.
Opiekę nad nową gminą od początku jej istnienia sprawował saksoński arystokrata Nikolaus von Zinzendorf. Później dołączył do niego Dawid Nitschmann, który został w 1735 roku ordynowany na biskupa przez Daniela Ernesta Jabłońskiego. W 1749 roku nowo powstały Kościół przyjął konfesję ewangelicko-augsburską. Został również uznany za niezależny od Kościoła państwowego zbór ewangelicki w Saksonii.
W niedługim czasie po powstaniu wspólnoty w Herrnhut, bracia morawscy rozpoczęli zakrojoną na szeroką skalę akcję misyjną w: Azji, Afryce i Ameryce Północnej. Byli prekursorami tego typu przedsięwzięć wśród kościołów protestanckich. W kontaktach z anglikańskimi pastorami w koloniach brytyjskich (między innymi z Janem Wesleyem) odegrali również pewną rolę w rozwoju metodyzmu.
W latach 60. XVIII wieku bracia morawscy byli bardzo aktywni wśród Niemców w Inflantach, a później w Rosji, gdzie zakładali osady w delcie rzeki Wołgi i przyczynili się do rozwoju miasta Astrachania.
Już w XVIII wieku herrnhuci jako pierwsi protestanci podjęli działalność misyjną. Największe sukcesy misyjne odnieśli jednak w Nowym Świecie. W XVIII wieku za sprawą ich działalności powstało wiele miast i osad w Stanach Zjednoczonych Ameryki. Do dziś też największe skupisko i centrum tego Kościoła znajduje się w Stanach Zjednoczonych (Bethlehem w stanie Pensylwania).

## Bracia morawscy na ziemiach polskich
Na ziemiach polskich herrnhuci pojawili się na początku XIX wieku. Ich nieliczne autonomiczne gminy z czasem zanikły jednak i zostały włączone do Kościoła Ewangelicko-Augsburskiego w RP. W okresie II Rzeczypospolitej ich centralnym ośrodkiem był zbór w Pabianicach.
Najbardziej żywotną i najlepiej rozwiniętą wspólnotą herrnhucką na obecnych ziemiach polskich była śląska gmina wyznaniowa braci morawskich we wsi Pawłowiczki. Powstała ona wraz z założeniem przysiółka Gnadenfeld w 1779 roku. Przetrwała do 1945 roku. Ostatni członkowie wspólnoty wyemigrowali po II wojnie światowej do Herrnhut oraz do Czechosłowacji.

## Charakterystyka wyznania
Bracia morawscy uznają podstawowe zasady teologii reformacyjnej zawarte w protestanckich „sola”: solus Christus, sola gratia per fidem, sola scriptura. Pielęgnują pietystyczną pobożność i zwracają szczególną uwagę na działalność misyjną i diakonijną. Są silnie zaangażowani w ruch ekumeniczny. Herrnhuci wydają co roku przewodnik do studiowania Biblii, który tłumaczony na kilkadziesiąt języków jest używany przez różne kościoły protestanckie na świecie.
Organizacyjnie herrnhuci działają w ramach 17 autonomicznych prowincji. Co 7 lat odbywa się spotkanie (synod) przedstawicieli tych wspólnot mające na celu podejmowanie wiążących wszystkich braci morawskich decyzji doktrynalnych i regulujących życie religijne.